# Turan Güneş

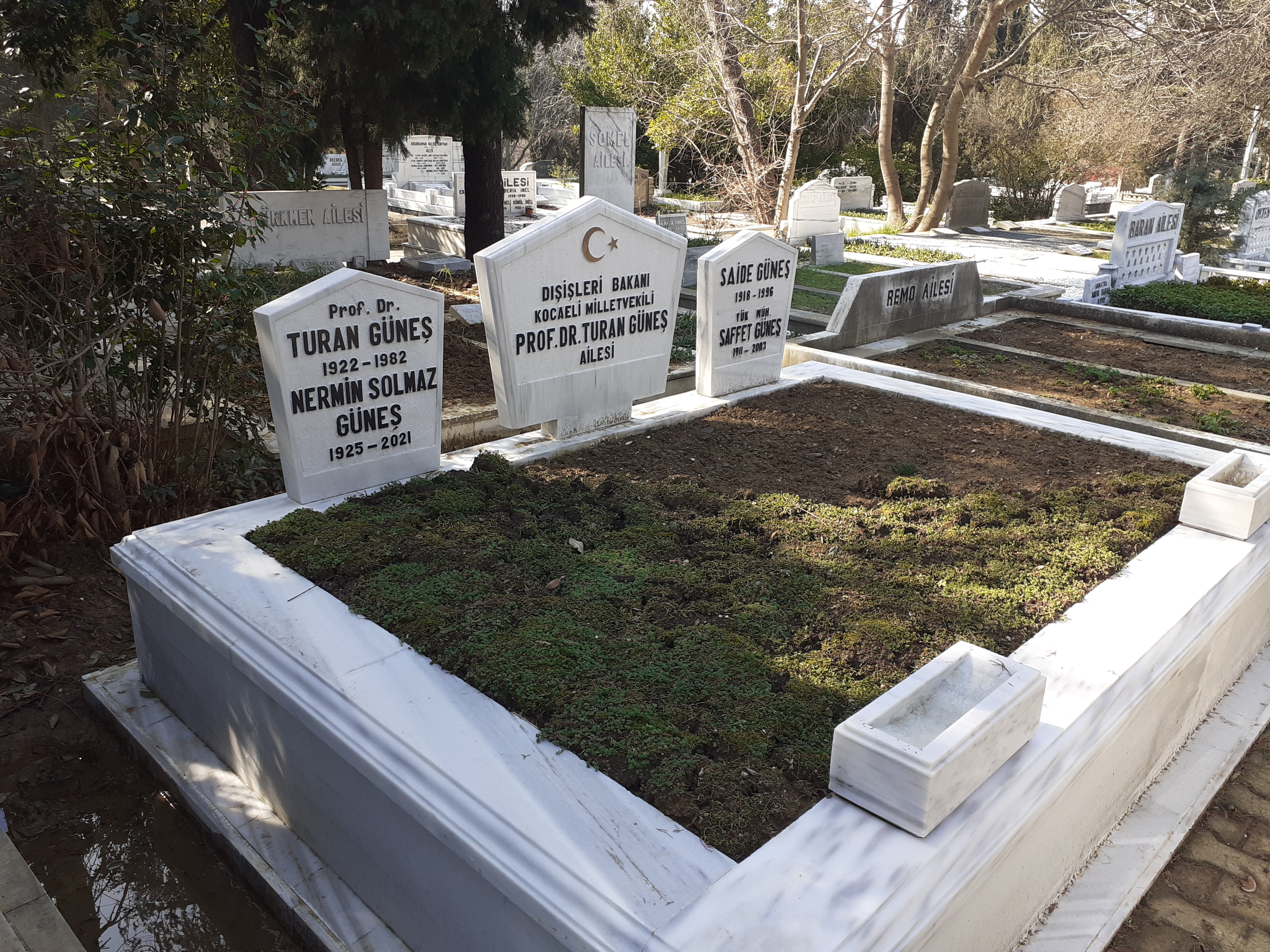
Grabfeld von Turan Güneş.

Turan Güneş (* 25. Juni 1921  in Kandıra, Osmanisches Reich; † 9. April 1982 in Çanakkale, Provinz Çanakkale) war ein türkischer Rechtswissenschaftler, Hochschullehrer und Politiker der Demokrat Parti (DP), der Hürriyet Partisi (HP) sowie später der Cumhuriyet Halk Partisi (CHP), der unter anderem Mitglied der Großen Nationalversammlung sowie 1973 bis 1974 Außenminister war. Darüber hinaus war er zwischen Juni und Juli 1977 Stellvertretender Ministerpräsident.

## Leben
Güneş absolvierte nach dem Besuch des renommierten Galatasaray-Gymnasiums (Galatasaray Lisesi) ein Studium der Rechtswissenschaften an der Universität Istanbul sowie an der Universität von Paris. 1945 wurde er zunächst Wissenschaftlicher Assistent an der Juristischen Fakultät der Universität Istanbul und nach dem Erwerb eines Doktors der Rechtswissenschaften 1954 dort auch Dozent.
Bei der Wahl vom 2. Mai 1954 wurde Güneş für die Demokrat Parti zum Mitglied der Großen Nationalversammlung gewählt und vertrat dort während der zehnten Legislaturperiode vom 14. Mai 1954 bis zum 12. September 1957 die Interessen der Provinz Kocaeli. Am 20. Dezember 1955 gehörte er neben Fuad Köprülü, Fevzi Lütfi Karaosmanoğlu, Fethi Çelikbaş, Feridun Ergin und Mükerrem Sarol zu den Mitgründern der Hürriyet Partisi. Nach der Auflösung der HP am 24. November 1958 wechselte er zur Cumhuriyet Halk Partisi, deren Vorstandsmitglied er 1961 wurde. 1965 übernahm er eine Professur für Verwaltungsrecht an der Fakultät für Politikwissenschaften der Universität Ankara.
Bei der Wahl vom 14. Oktober 1973 wurde Güneş für die CHP wieder zum Mitglied der Großen Nationalversammlung gewählt und vertrat in dieser nach seiner Wiederwahl am 5. Juni 1977 während der 15. und 16. Legislaturperiode vom 14. Oktober 1973 bis zum Militärputsch am 12. September 1980 wieder die Interessen der Provinz Kocaeli. Während dieser Zeit war er zeitweilig auch Vertreter der Türkei in der Parlamentarischen Versammlung des Europarates.
Am 25. Januar 1974 wurde er von Ministerpräsident Bülent Ecevit zum Außenminister (Dışişleri Bakanı) in dessen erste Regierung berufen und löste damit Haluk Bayülken ab. Das Amt des Außenministers bekleidete er bis zum 7. November 1974 und wurde danach von Melih Esenbel abgelöst. Während seiner Amtszeit kam es zur Besetzung des Nordens der Insel Zypern durch die türkischen Streitkräfte.
Ministerpräsident Ecevit ernannte Güneş am 21. Juni 1977 neben Orhan Eyüpoğlu zum Stellvertretenden Ministerpräsidenten (Başbakan Yardımcısı) in seiner zweiten Regierung, der er bis zu ihrem Ende am 21. Juli 1977 angehörte. Zugleich fungierte er in dieser Regierung als einer der Staatsminister (Devlet Bakanı).

## Veröffentlichung
- Araba devrilmeden önce, 1982